# بنجريون
بنجريون أو أبو داووديون كانت سلالة إيرانية قصيرة العمر حكمت تخارستان وأجزاء من هندوكوش. كانت خاضعة لسلطة السامانيين حتى سقوطها في عام 908.

## الحكام
1. هاشم بن بنجور (حكم: 848–857)
2. داوود بن عباس بن هاشم (حكم: 857–873)
3. محمد بن أحمد بن بنجور (حكم: 873-898/899)
4. أحمد بن محمد (حكم: 899–908)